# Luigi Gadola
Luigi Gadola, nome completo Luigi Vittorio Emanuele Gadola (Pontevico, 26 maggio 1861 – Brescia, 15 maggio 1930), è stato un ingegnere e politico italiano, sindaco di Brescia tra il 1920 e il 1923: l'ultimo eletto dal consiglio comunale prima dell'avvento dei Commissari prefettizi e dei Podestà nominati dal Governo Mussolini.

## Biografia
Tra il 1899 e il 1903 fu direttore dei lavori per la regolamentazione dei corsi d'acqua derivati dal Mella (Bova, Celato, Fiume Grande, etc) che si trovavano a nord della città di Brescia e in Val Trompia. Nel 1907 fu il principale progettista della tranvia Brescia-Cellatica-Gussago. Fu annoverato tra i benemeriti della Scuola Professionale d'Arte Muraria di Milano.
Nel febbraio 1909 si trasferì in città. Politicamente si avvicinò al gruppo dei liberali progressisti zanardelliani e fu azionista e membro del consiglio d'amministrazione de «La Provincia di Brescia» organo di stampa di quella fazione politica.
In occasione delle amministrative bresciane dell'ottobre 1920, popolari, liberal moderati e zanardelliani, quest'ultimi sotto l'ombrello dell'Unione Democratica Bresciana, diedero vita all'esperienza del Blocchissimo: una lista unica a carattere antisocialista.
Gadola venne eletto sia nel consiglio comunale, che lo elesse sindaco il 19 novembre con 43 voti su 57 presenti, sia in consiglio provinciale. La sua giunta varò un programma ambizioso che divenne rapidamente irrealistico a causa della situazione economica del primo dopoguerra e dell'ingresso nell'agone politico del fascismo. Grazie all'elezione a sindaco, nel giro di poco tempo Gadola occupò diverse cariche: nel 1920 divenne consigliere del Comizio Agrario Bresciano, carica che avrebbe mantenuto fino alla morte, membro della Commissione pellagrologica provinciale, consigliere della Società di igiene, segretario del Consorzio federativo delle utenze del Mella, presidente del Consorzio per la tranvia Brescia-Quinzano e membro dell'amministrazione dell'Ospizio Marino. Nel 1922 divenne consigliere della Commissione provinciale di finanza e presidente dell'Istituto Moretto.
Nel gennaio 1921 partecipò alla riunione costitutiva dell'Unione Liberale Democratica Bresciana, organizzazione partitica che, in vista delle politiche del 1921, avrebbe dovuto unire gli ex zanardelliani dell'Unione Democratica Bresciana con gli antichi avversari liberal moderati. Tuttavia le due compagini rimasero distinte e le principali personalità politiche che avrebbero dovuto costituire il direttivo del nuovo partito, come Carlo Bonardi, Marziale Ducos, Girolamo Orefici e Arturo Reggio, tennero atteggiamenti diversi nei confronti del gruppo fascista bresciano, capeggiato da Augusto Turati e da Alfredo Giarratana. La giunta Gadola incontrò progressive difficoltà in quanto la stessa maggioranza del Blocchissimo perse il suo collante principale, dopo la rapida scomparsa della minaccia socialista a seguito delle scorribande fasciste. Nel luglio 1922 si dimisero cinque consiglieri dell'Unione Democratica: Gadola interpretò il gesto come una sfiducia nel suo operato e decise di fare altrettanto, ma il consiglio gliele respinse. Il 27 febbraio seguente, Gadola ripresentò le dimissioni. Dopo qualche settimana di discussioni fra le tre principali forze politiche, le cui divisioni furono alimentate dall'organo di stampa fascista «Il Popolo di Brescia», ci furono le dimissioni di 37 consiglieri che comportarono la caduta del consiglio comunale stesso. Il 23 marzo Gadola comunicò la situazione al Prefetto Bocchini e il 30 arrivò il commissario prefettizio Antonio Zanon: una figura scelta dal Prefetto su segnalazione di Augusto Turati e del Presidente del Consiglio Mussolini.
Gadola si ritirò a vita privata e morì a Brescia il 15 maggio 1930.

## Opere
- "La sistemazione degli acquedotti ed il progetto di fognatura per la città di Brescia", Brescia, Unione tipolitografica bresciana, 1922.